# Le Donzeil
Le Donzeil – miejscowość i gmina we Francji, w regionie Nowa Akwitania, w departamencie Creuse.
Według danych na rok 1990 gminę zamieszkiwało 197 osób, a gęstość zaludnienia wynosiła 15 osób/km² (wśród 747 gmin Limousin Le Donzeil plasuje się na 434. miejscu pod względem liczby ludności, natomiast pod względem powierzchni na miejscu 490.).